# Креши
Креши́ (фр. Créchy) — коммуна во Франции, находится в регионе Овернь. Департамент коммуны — Алье. Входит в состав кантона Варен-сюр-Алье. Округ коммуны — Виши.
Код INSEE коммуны — 03091.

## Население
Население коммуны на 2008 год составляло 473 человека.
| 1962 | 1968 | 1975 | 1982 | 1990 | 1999 | 2008 |
| ---- | ---- | ---- | ---- | ---- | ---- | ---- |
| 356  | 440  | 331  | 425  | 481  | 442  | 473  |

## Экономика
В 2007 году среди 303 человек в трудоспособном возрасте (15—64 лет) 231 были экономически активными, 72 — неактивными (показатель активности — 76,2 %, в 1999 году было 67,9 %). Из 231 активных работали 213 человек (117 мужчин и 96 женщин), безработных было 18 (7 мужчин и 11 женщин). Среди 72 неактивных 25 человек были учениками или студентами, 25 — пенсионерами, 22 были неактивными по другим причинам.